# Concurso de Saltos Internacional de Madrid
El Concurso de Saltos Internacional de Madrid (CSI de Madrid) es una competición de saltos que se celebra anualmente en Madrid, Comunidad de Madrid (España). 
Lo organiza el Club de Campo Villa de Madrid.

## Historia
El concurso se celebró por primera vez en 1907, en las instalaciones que el Club de Campo tenía en el Paseo de la Castellana. Algunos años después se trasladó a la nueva pista verde del club entre el río Manzanares y la Casa de Campo. En los años 1936, 1937, 1938 y 1939 no se celebró debido a la guerra civil española, y en 2020 se canceló debido a la pandemia de COVID-19.
En la actualidad está clasificado por la Federación Ecuestre Internacional como CSI***** y forma parte del Global Champions Tour desde 2013. 

## Concurso de Saltos Internacional Oficial (CSIO) de España
El concurso de Madrid ha sido en algunas ediciones el "Concurso de Saltos Internacional Oficial (CSIO) de España". La última vez, en la edición de 2008

## Pruebas
Los dos pruebas más importantes que se disputan a nivel individual son trofeo el Trofeo Su Majestad el Rey, patrocinado por Volvo y el Gran Premio Ayuntamiento de Madrid, patrocinado por El Corte Inglés.

### Gran Premio de Madrid
Palmarés del Gran Premio de Madrid:
| Año  | Jinete                                                     | Caballo                     | País           |
| 1907 | Sr. Larregain                                              | "Almenzor                   | Francia        |
| 1908 | Sr. Barrón                                                 | "Heather"                   | España         |
| 1909 | Sr. Rovira et Ricard                                       | "Double R"                  | Francia        |
| 1910 | Sr. Barrón                                                 | "Carmencita"                | España         |
| 1911 | Sr. Barrón                                                 | "The Fidler"                | España         |
| 1912 | José M.ª Á. de Bohorques y Aguilera, conde de Torrepalma   | "Vendeen"                   | España         |
| 1913 | Sr. Febrel                                                 | "Vixen"                     | España         |
| 1914 | Sr. García Astraín                                         | "Viajante"                  | España         |
| 1915 | Iván de Bustos y Ruiz de Arana, duque de Estremera         | "Vendeen"                   | España         |
| 1916 | Sr. Riaño                                                  | "Ruiseñada"                 | España         |
| 1917 | José Álvarez de Bohorques y Goyeneche                      | "Vendeen"                   | España         |
| 1918 | José Álvarez de Bohorques y Goyeneche                      | "Vendeen"                   | España         |
| 1919 | Sr. García Reig                                            | "Temperal"                  | España         |
| 1920 | Sr. Jurado                                                 | "Meseta"                    | España         |
| 1921 | Sr. Cavanillas                                             | "La Ina"                    | España         |
| 1922 | Sr. Navarro                                                | "Demas"                     | España         |
| 1923 | Sr. Navarro                                                | "Demas"                     | España         |
| 1924 | Emilio López de Letona                                     | "Zapatilla"                 | España         |
| 1925 | Sr. Peñas                                                  | "Barrote"                   | España         |
| 1926 | Sr. de Sotto                                               | "Oleador"                   | España         |
| 1927 | Sr. Cavanillas                                             | "Recado"                    | España         |
| 1928 | José Á. de Bohorques y Goyeneche, marqués de los Trujillos | "Zalamero"                  | España         |
| 1929 | Sr. Bettoni                                                | "Aladino"                   | Italia         |
| 1930 | Sr. Ivens Ferraz                                           | "Marcó Visconti"            | Portugal       |
| 1931 | Teniente Mena e Silva                                      | "Whisky"                    | Portugal       |
| 1932 | Ángel Somalo                                               | "Royal"                     | España         |
| 1933 | Sr. López Turrión                                          | "Caída"                     | España         |
| 1934 | Sr. Ciga                                                   | "Efluxio"                   | España         |
| 1935 | Antonio Fernández de Heredia y Zayas                       | "Revoltoso"                 | España         |
| 1940 | Comandante Joaquín Nogueras Márquez                        | "Elucidar"                  | España         |
| 1941 | Sr. López del Hierro                                       | "Batanero"                  | España         |
| 1942 | Sr. García Cruz                                            | "Tan-Tan"                   | España         |
| 1943 | Comandante Ángel Somalo                                    | "Palomera"                  | España         |
| 1944 | Alférez Callado                                            | "Desejado"                  | Portugal       |
| 1945 | Capitán Maestre                                            | "Bélico"                    | España         |
| 1946 | Comandante Joaquín Nogueras Márquez                        | "Ranchero"                  | España         |
| 1947 | Capitán Ponte Manera                                       | "Añover de Tajo"            | España         |
| 1948 | Tte. Coronel José Navarro Morenés                          | "Quorum"                    | España         |
| 1949 | Tte. Coronel José Navarro Morenés                          | "Quorum"                    | España         |
| 1950 | Tte. Coronel José Navarro Morenés, conde de Casa Loja      | "Frisar"                    | España         |
| 1951 | Comandante Manuel Ordovás González                         | "Quorum"                    | España         |
| 1952 | Comandante García Cruz                                     | "Quorum"                    | España         |
| 1953 | Capitán Alonso Martín                                      | "Sainete"                   | España         |
| 1954 | Patricia Smythe                                            | "Prince Hall"               | Reino Unido    |
| 1955 | Sr. Figueroa                                               | "Gracieux"                  | España         |
| 1956 | Francisco Goyoaga                                          | "Prince Hall"               | España         |
| 1957 | Capitán Callado                                            | "Caramulo"                  | Portugal       |
| 1958 | Francisco Goyoaga                                          | "Fahnenkoning"              | España         |
| 1959 | Sra. Warren Wofford                                        | "Hollandia"                 | Reino Unido    |
| 1960 | Mayor Callado                                              | "Martingil"                 | Portugal       |
| 1961 | Graziano Mancinelli                                        | "Rockette "                 | Italia         |
| 1962 | Mayor Callado                                              | "Martingil"                 | Portugal       |
| 1963 | Graziano Mancinelli                                        | "Rockette"                  | Italia         |
| 1964 | Pierre Jonquères d'Oriola                                  | "Lutteur B"                 | Francia        |
| 1965 | Francisco Goyoaga                                          | "Kif-Kif"                   | España         |
| 1966 | Francisco Goyoaga                                          | "Kif-Kif"                   | España         |
| 1967 | Eduardo Amorós                                             | "Rabanito"                  | España         |
| 1968 | Eduardo Amorós                                             | "Fif-Kif"                   | España         |
| 1969 | Hans Günter Winkler                                        | "Torphy"                    | Alemania       |
| 1970 | Annelie Drummond-Hay                                       | "Merely a Monarch"          | Reino Unido    |
| 1971 | Alfredo Goyeneche Moreno                                   | "Zawenda"                   | España         |
| 1972 | Capitán Vasco Ramires                                      | "Sire du Brossie "          | Portugal       |
| 1973 | Paddy McMahon                                              | "Penn Forgemill"            | Reino Unido    |
| 1974 | Hubert Parot                                               | "Tic"                       | Francia        |
| 1975 | Graziano Mancinelli                                        | "Bell Oisseau"              | Italia         |
| 1976 | Graziano Mancinelli                                        | "Bell Oisseau"              | Italia         |
| 1977 | Luis Álvarez Cervera                                       | "Thor"                      | España         |
| 1978 | Stanny Van Paesschen                                       | "Esbrouffe"                 | Bélgica        |
| 1979 | Sr. Robert                                                 | "Belle Bleau"               | Francia        |
| 1980 | Juan Antonio de Wit                                        | "Olímpico"                  | España         |
| 1981 | Pierre Bertran de Balanda                                  | "Gran Coeur Malesan"        | Francia        |
| 1982 | Sönke Sönksen                                              | "Rangpur"                   | Alemania       |
| 1983 | Sr. Elias                                                  | "Guernour"                  | Francia        |
| 1984 | Sr. Bacon                                                  | "Megavit"                   | Australia      |
| 1985 | Michael Whitaker                                           | "Overton Amanda"            | Reino Unido    |
| 1986 | Sr. Rowen                                                  | "Hank"                      | Reino Unido    |
| 1987 | Hubert Bourdy                                              | "Milon du Subligny"         | Francia        |
| 1988 | Sr. Verdejo                                                | "Alianza Pericles"          | España         |
| 1989 | Rutherford Latham                                          | "Winston Pelf D'Or"         | España         |
| 1990 | Luis Astolfi                                               | "La Ina Pour le Merite"     | España         |
| 1991 | Rutherford Latham                                          | "Main Ring Roche D'Or"      | España         |
| 1992 | Éric Navet                                                 | "Waiti Quito de Baussy"     | Francia        |
| 1993 | Pedro Sánchez Alemán                                       | "El Pozo Nuit de Tourelles" | España         |
| 1994 | Beat Mändli                                                | "Lon Joydri"                | Suiza          |
| 1995 | Steve Guerdat                                              | "Biscayo Fler"              | Suiza          |
| 1996 | Nick Skelton                                               | "Showtime"                  | Reino Unido    |
| 1997 | Ludo Philippaerts                                          | "Trudo Krawaat"             | Bélgica        |
| 1998 | Nick Skelton                                               | "Virtual Showtime"          | Reino Unido    |
| 1999 | Roberto Arioldi                                            | "Loro Piana Aramis"         | Italia         |
| 2000 | Sr. Martínez de Irujo                                      | "Camee de Lille"            | España         |
| 2001 | Pascal Levy                                                | "Epson Rouge"               | Francia        |
| 2002 | Sr. Smith                                                  | "Cabri D'Elle"              | Reino Unido    |
| 2003 | Florian Angot                                              | "First de Launay"           | Francia        |
| 2004 | Robert Whitaker                                            | "Nicolette II"              | Reino Unido    |
| 2005 | Bernardo Alves                                             | "Canturo"                   | Brasil         |
| 2006 | Leon Thijssen                                              | "Olaf"                      | Países Bajos   |
| 2007 | Laura Kraut                                                | "Anthem"                    | Estados Unidos |
| 2008 |                                                            |                             |                |
| 2009 | Laura Kraut                                                | "Anthem"                    | Estados Unidos |
| 2010 | Emilio Bicocchi                                            | "Kapitol"                   | Italia         |
| 2011 | Maikel van der Vleuten                                     | "VDL Groep Sapphire"        | Países Bajos   |
| 2012 | Harry Smolders                                             | "Exquis Walnut de Muze"     | Países Bajos   |
| 2013 | Michael Whitaker                                           | "Viking V"                  | Reino Unido    |
| 2014 | Maikel Van Der Vleuten                                     | "VDL Groep Verdi"           | Países Bajos   |
| 2015 | Luciana Diniz                                              | "Winningmood"               | Portugal       |
| 2016 | Marcus Ehning                                              | "Pret a Tout"               | Alemania       |
| 2017 | Kent Farrington                                            | "Gazelle"                   | Estados Unidos |
| 2018 | Ben Mahrer                                                 | "Explosion W"               | Reino Unido    |
| 2019 | Martin Fuchs                                               | "Chaplin"                   | Suiza          |
| 2021 | Olivier Robert                                             | "Vivaldi des Meneaux"       | Francia        |
| 2022 | Sanne Thijssen                                             | "Con Quidam RB"             | Países Bajos   |
| 2023 | Edwina Tops-Alexander                                      | "Fellow Castlefield"        | Australia      |
| 2024 | Christian Kukuk                                            | "Checker 47"                | Alemania       |